# ربکا مایکلسون
ربکا مایکلسون (به انگلیسی: Rebekah Mikaelson) یک شخصیت داستانی در خاطرات خون‌آشام است.

او خواهر کوچکتر نیکلاوس مایکلسون و الایژا مایکلسون و کول مایکلسون می‌باشد و یک خون‌آشام اصیل است که و همواره توسط برادر خود کلاوس  مورد سوءاستفاده قرار می‌گیرد و کلاوس، به احساسات وی بی اعتنایی می‌کند ودر نتیجه  ربکا به او وفادار نمانده‌است

در نتیجه کلاوس او را در کنار خود نگه داشته، در حالی که بقیه اعضای خانواده را با فروبردن خنجر در قلبشان صدها سال است که در خواب فرو برده و درون تابوتی نگه می‌دارد.

زمانی که در اوایل سال ۱۹۲۰ او عاشق استیفن سالواتوره می‌شود که پدرشان مایکل برای کشتن آنان وارد شهر می‌شود به همین خاطر کلاوس و ربکا مجبور به فرار از شهر می‌شوند و کلاوس همه خاطرات مربوط به ربکا و خودش را از حافظه استیفن پاک می‌کند.
در سریال اصیل‌ها او با مارسل جرارد. رابطهٔ عاشقانه دارد و در فصل آخر با هم ازدواج میکنند.